# Mesophyllum
Mesophyllum es un género de alga roja perteneciente a la familia Hapalidiaceae.

## Especies
| - Mesophyllum aemulans (Foslie y MA Howe) Adey - Mesophyllum aleuticum Lebednik, 2004 - Mesophyllum alternans (Foslie) Cabioch & Mendoza, 1998 - Mesophyllum brachycladum (Foslie) Adey, 1970 - Mesophyllum canariense (Foslie) M. Lemoine, 1928 - Mesophyllum caraiensis (Foslie) M. Lemoine - Mesophyllum comuna M. Lemoine, 1939 - Mesophyllum conchatum (Setchell y Foslie) Adey, 1970 - Mesophyllum crassiusculum (Foslie) PA Lebednik, 2004 - Mesophyllum crispescens (Foslie) M. Lemoine, 1954 - Mesophyllum curtum M. Lemoine, 1939 - Mesophyllum cystocarpideum (Foslie) Adey 1970 - Mesophyllum ectocarpon (Foslie) Adey - Mesophyllum ehrmannii M. Lemoine, 1939 - Mesophyllum engelhartii (Foslie) Adey, 1970 - Mesophyllum erubescens (Foslie) M. Lemoine, 1928 - Mesophyllum exasperatum (Foslie) Adey, 1970 - Mesophyllum expansum (Philippi) Cabioch & Mendoza, 2003 - Mesophyllum floridanum (Foslie) WH Adey ex MJ Wynne, 1986 - Mesophyllum funafutiense (Foslie) Verheij, 1993 - Mesophyllum imbricatum (Dickie) Adey, 1970 - Mesophyllum incertum (Foslie) Me. Lemoine, 1928 - Mesophyllum incisum (Foslie) Adey, 1970 | - Mesophyllum inconspicuum (Foslie) Adey, 1970 - Mesophyllum koritzae M. Lemoine, 1939 - Mesophyllum lamellatum (Setchell y Foslie) WH Adey, 1970 - Mesophyllum laxum M. Lemoine, 1929 - Mesophyllum liquenoides (J. Ellis) Marie Lemoine, 1928 - Mesophyllum macedonis Athanasiadis, 1999 - Mesophyllum macroblastum (Foslie) Adey, 1970 - Mesophyllum megagastri Athanasiadis, 2007 - Mesophyllum mesomorphum (Foslie) Adey, 1970 - Mesophyllum nitidum (Foslie) Adey, 1970 - Mesophyllum ornatum (Foslie y MA Howe) Athanasiadis, 1999 - Mesophyllum printzianum Woelkerling & AS Harvey, 1993 - Mesophyllum pulchrum (Weber-van Bosse y Foslie) Lemoine, 1928 - Mesophyllum sancti-dionysii M. Lemoine, 1939 - Mesophyllum schenckii Howe, 1934 - Mesophyllum siamense (Foslie) Adey, 1970 - Mesophyllum simulans (Foslie) M. Lemoine, 1928 - Mesophyllum stenopon Athanasiadis, 2007 - Mesophyllum superpositum (Foslie) Adey, 1970 - Mesophyllum syntropicum (Foslie) WH Adey, 1970 - Mesophyllum syrphetodes Adey, Townsend y Boykins, 1982 - Mesophyllum tenue (Kjellman) Lebednik, 1975 - Mesophyllum vancouveriense (Foslie) RS Steneck y RT Paine, 1986 |